# Юношеская академия ФК «Кайрат» имени Т. С. Сегизбаева
«Юношеская академия ФК «Кайрат» им. Т. С. Сегизбаева» — алматинская футбольная детско-юношеская спортивная школа. Академия названа в честь выдающегося игрока алматинского «Кайрата» — Тимура Сегизбаева.

## История
После приобретения контрольного пакета акций ФК «Кайрат» компанией КазРосГаз в 2011 году была поставлена цель создать единую клубную инфраструктуру. Она должна включать в себя подготовку молодых футболистов с раннего возраста и переход на комплектацию команды воспитанниками футбольного клуба. Для этих целей была разработана программа развития клубной инфраструктуры, которая включала в себя создание детской и юношеской академии, а также строительство новой учебно-тренировочной базы для основного состава.
В июле 2013 года ведётся активное строительство зданий академии, которое планировалось закончить до конца года.
По состоянию на май 2014 года велось возведение зданий. Часть полей с искусственным покрытием находится в высокой степени готовности.
26 сентября 2014 года была открыта Академия в присутствии акима Алма-Аты Ахметжана Есимова, главного тренера клуба Владимира Вайсса и ветеранов футбольного клуба «Кайрат». Академии было присвоено имя Тимура Сегизбаева. Тимур Санжарович в обращении к юным футболистам отметил, что победы приходят только через упорный труд и силу воли.

## Инфраструктура
Для спортивной подготовки воспитанников была создана полноценная спортивная инфраструктура: два поля с искусственным покрытием (одно крытое), тренажёрный и гимнастические залы, 9 раздевалок и медицинский блок. Для проживания воспитанников в академии имеется общежитие. Для нужд клуба в здании академии расположены офисы для тренеров и администрации.

### Стадион
В рамках создания академии был построен стадион с натуральным газоном и трибунами с вместимостью 600 человек.
В сезоне 2015 года стадион был домашним для команды дублёров ФК «Кайрат» в рамках Соревнования дублёров команд Премьер-Лиги. В 2016—2017 годах на стадионе выступала молодёжная команда «Кайрата», которая стала чемпионами (2016) и серебряными призёрами (2017) Второй лиги.
С 2017 года на стадионе выступает фарм-клуб ФК «Кайрат» — «Кайрат А». На этом поле команда стала бронзовым призёром Первой лиги 2017.